# Бромид серебра(I)
Броми́д серебра́ (как минерал также бромит или бромаргирит) — светло-жёлтое кристаллическое вещество, нерастворимое в воде, имеет ионное строение.

## Физические свойства
Диамагнитные желтые кубические гранецентрированные кристаллы, пространственная группа Fm3m, Z=4 (а=0,5549 нм). При температуре >259 °C переходит в ромбическую модификацию.
Может образовывать коллоидные растворы.

## Получение
Известен природный минерал бромаргирит (bromargyrite) состоящий из AgBr с примесями хлора и йода. 
Представляет собой прозрачные или полупрозрачные кристаллы, желтоватого, зеленовато-коричневого или ярко-зелёного цвета, в зависимости от примесей.
Месторождения в Мексике, Чили и западной Европе.
Бромид серебра может быть получен при взаимодействии любой растворимой соли серебра с раствором любого бромида или бромистоводородной кислоты. Чаще всего используется нитрат серебра и бромид калия или натрия:
{\displaystyle {\mathsf {AgNO_{3}+NaBr\rightarrow AgBr\downarrow +NaNO_{3}}}}
В этой реакции выпадает осадок мелкокристаллического слегка жёлтого бромида серебра. Эта реакция часто используется в аналитической химии для качественного и количественного определения серебра. При определённых условиях (чистота и концентрации) вместо осадка может образовываться коллоидный раствор.
Возможно получение бромида серебра непосредственно из элементов:
{\displaystyle {\mathsf {2Ag+Br_{2}{\xrightarrow {150-200^{o}C}}2AgBr}}}

## Химические свойства
Как и многие другие соединения серебра, бромид способен образовывать растворимые комплексы с некоторыми лигандами 
(CN−, NH3 и т. п.):
{\displaystyle {\mathsf {AgBr+2CN^{-}\rightarrow [Ag(CN)_{2}]^{-}+Br^{-}}}}
{\displaystyle {\mathsf {AgBr+2NH_{3}\rightarrow [Ag(NH_{3})_{2}]^{+}+Br^{-}}}}
Бромид серебра подвергается фотолитической диссоциации:
{\displaystyle {\mathsf {2AgBr{\xrightarrow {h\nu }}2Ag+Br_{2}}}}
Эта реакция легла в основу многих фотографических процессов.
В химических лабораториях, как правило, отходы от работы с соединениями серебра не выбрасывают, а используют для регенерирации серебра. Для этого смесь осадков отделяют от надосадочной жидкости, не содержащей серебра, промывают и вводят во взаимодействие с цинком и небольшим количеством сильной минеральной кислоты (к примеру, серной). Так как осадки солей серебра — малорастворимые вещества, то и концентрация ионов серебра над осадком невелика, поэтому реакция с цинком протекает весьма медленно (сутки и более). Схема реакции:
{\displaystyle {\mathsf {2AgBr+Zn\xrightarrow {H_{2}SO_{4}} \ 2Ag+ZnBr_{2}}}}
Серебро в данной реакции выделяется в виде серого мелкого порошка. После этого оно может быть переплавлено либо же растворено в азотной кислоте с образованием нитрата серебра(I) — основным препаратом серебра, из которого получаются остальные соединения.

## Применение
Явление фотодиссоциации бромида серебра используется в фотографии (в чёрно-белой или в смеси с сенсибилизаторами в цветной). Также бромид серебра применяется для создания специальных стёкол, изменяющих свою прозрачность при разной освещённости. При облучении стекла с примесью бромида серебра происходит разложение последнего с образованием мелкодисперсных кристаллов серебра — стекло темнеет. В темноте происходит обратный процесс (потому что свободный бром не способен покинуть образующиеся полости в стекле) и стекло вновь становится прозрачным.

## Токсичность
Растворимость бромида серебра в воде невелика, поэтому при употреблении бромида серебра перорально большая часть его выводится с калом. При систематическом употреблении возможно накопление в организме и отложение в освещенных участках тела металлического серебра, что сопровождается приобретением кожей серого оттенка (аргироз). Никаких негативных ощущений при этом у больных не наблюдается, зато указывается на лучшую сопротивляемость организма болезням, что подтверждает бактерицидные свойства серебра.